# Lesna sova
Lesna sova (znanstveno ime Strix aluco) je vrsta nočnih ptic iz družine sov (Strigidae).

## Opis
Lesna sova je srednje velika sova, ki zraste od 37–43 cm in ima razpon peruti med 96–104 cm. Ima veliko glavo z velikimi, rjavimi očmi, ki so odlično prilagojene gledanju v popolni temi. Ta sova naj bi imela najboljši nočni vid med vsemi pticami, saj je v njeni mrežnici več kot 56.000 receptorjev za svetlobo na kvadratni milimeter.
Po celem telesu prevladujejo rjavi odtenki, ki se vzorčasto prelivajo od svetlih do temnih tonov. Oglaša se v mraku in ponoči z značilnimi klici. Najbolj pogost skovik je kuvit, samci pa se med parjenjem oglašajo z zamolklim »huh-hu« in čez nekaj sekund trepetajoče »hu-u-u-u-u-u«. Ti klici so eni najbolj pogostih v slovenskih gozdovih in so postali sinonim za sovje oglašanje.

## Razširjenost
Lesna sova je razširjena po celi zahodni Evropi do zahodne Sibirije ter po severozahodni Afriki. Živi v iglastih in listnatih gozdovih ter v sadovnjakih, predvsem tam, kjer je veliko starih dreves.
Lovi ponoči in se hrani pretežno z mišmi in drugimi majhnimi glodavci, redkeje pa tudi z manjšimi pticami, žabami, deževniki in žuželkami.
Gnezdi v drevesnih duplih od februarja do junija.